# パークハイアット東京
パークハイアット東京（パークハイアットとうきょう、英語: Park Hyatt Tokyo）は、ハイアットホテルアンドリゾーツが展開するホテルであり、東京都新宿区西新宿3丁目にある小規模最高級ホテルである。正式な名称記述としては、パーク ハイアット 東京と、半角スペースで区切るが、このページではパークハイアット東京と記載する。

## 概要
東京・新宿新都心の高層ビル街区の南端、丹下健三設計による「新宿パークタワー」の39階から52階に入居している。ハイアット・ホテルズ・アンド・リゾーツ (Hyatt Hotels and Resorts) が展開。パークタワーホテル株式会社（東京ガス不動産の関連会社）が業務を行っている。
地下駐車場やホテル正面玄関のある地上2階からは、専用エレベーターでフロントレセプションのある41階に直行する。さらに上層階に位置する客室へは、同フロアでも最も奥まった場所にあるフロント・デスク付近から別のエレベーターに乗り継ぐ必要があり、客室階のプライバシーが保たれる設計となっている。47階にはプールとフィットネスクラブ、45階にはスパがある。大都会の喧噪を離れた大人の隠れ家というコンセプトのもと、あえて客室を177室に限定し、客室数が少ない分きめ細かなサービスを実現している。夜景を始め、眺望が素晴らしい。最も広い客室であるプレジデンシャルスイートは面積290 m2を誇る。
イギリスのロックスターノエル・ギャラガーがお気に入りのホテルであり、特に40階あたりの窓から見える景色がお気に入りで「東京を一望できる。いい眺めだ」と絶賛している。
ソフィア・コッポラ監督の映画、『ロスト・イン・トランスレーション（Lost in Translation）』（2003年）の舞台となっている。1990年代にはフォーシーズンズホテル椿山荘東京（元：ホテル椿山荘東京）、ウェスティンホテル東京と並んで「東京新御三家ホテル」又は「東京外資系ホテル御三家」と呼ばれていた。

## 沿革

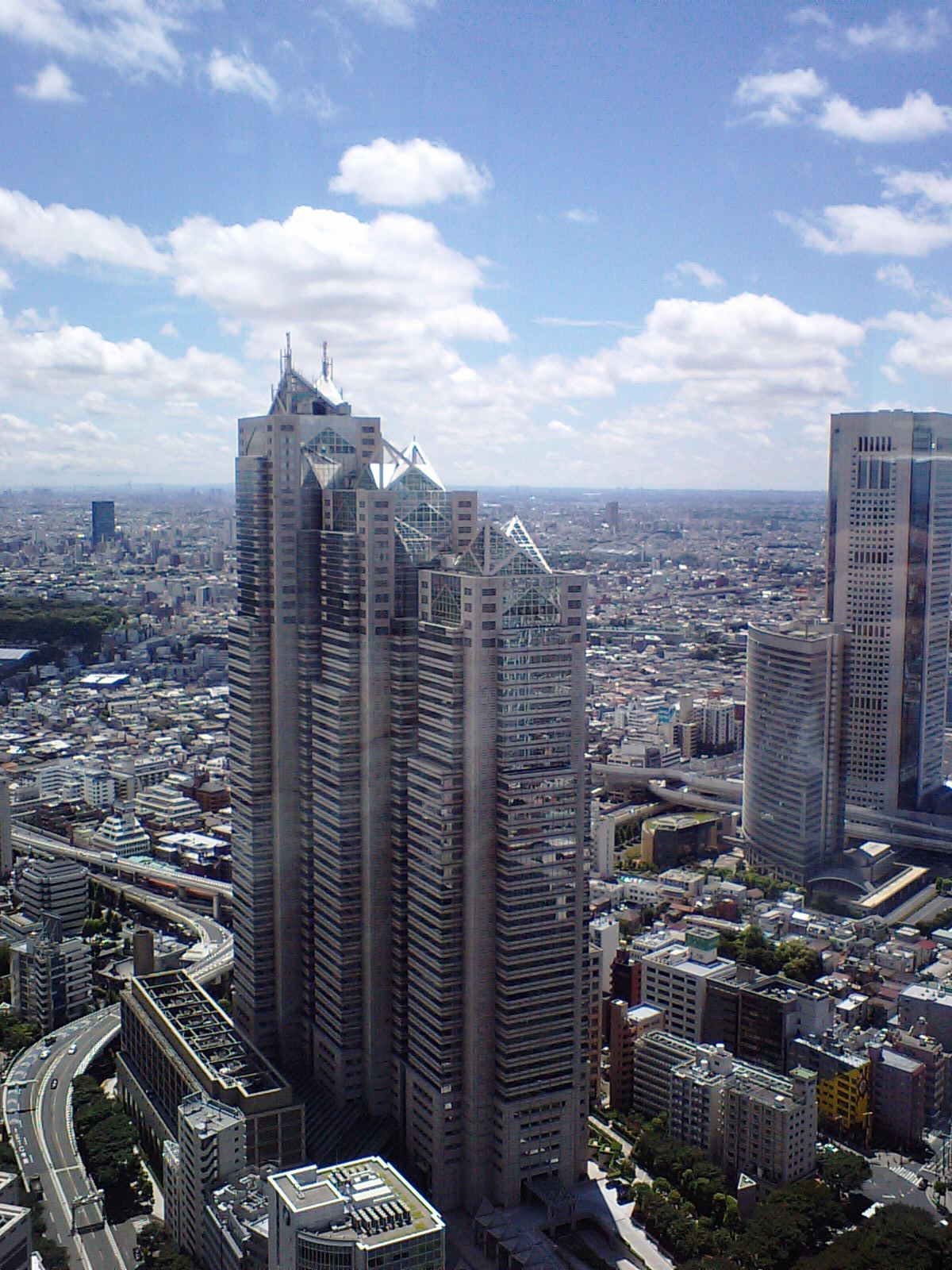
パークハイアット東京

1994年7月9日にハイアットホテルチェーンの1つとして東京・新宿副都心にある新宿パークタワー（1994年4月完成）内にオープン。
2007年、50階に新カテゴリーの客室「トーキョースイート」を新設。
2023年4月26日、2024年5月7日をもって一時休館することを発表。約1年間のリノベーション工事を実施し、2025年春にリニューアルオープンするとしている。

## 客室
全客室42階以上、標準クラスで55平方メートルの広さ。37インチ以上のプラズマTV、高速インターネット回線、DVDプレーヤー、2回線の電話、コンピュータモデム、ボイスメールを完備。バスルームにはシャワーブース、テレビも完備。すべてのトイレにウォシュレット完備。
- パークルーム 45 m2 33室
- パークデラックスルーム 55 m2 103室
- パークビュールーム 60 m2 19室
- パークスイート 100 m2 18室
- ガバナーズスイート 140 m2 1室
- ディプロマットスイート 160 m2 2室
- トーキョースイート 220 m2 1室
- プレジデンシャルスイート 290 m2 1室

## 設備
- ニューヨーク グリル（ニューヨークスタイル料理）52階
- ジランドール（ヨーロピアン オールデイ ダイニング）41階
- 梢（日本料理）40階
- ニューヨークバー（バー）52階
- ピークバー（バー）41階
- ピークラウンジ（ティー & カクテルラウンジ）41階
- クラブ オン ザ パーク（スパ & フィットネス）45階、47階
- ペストリーブティック（オリジナルケーキ & ペストリー）2階
- デリカテッセン 1階
- バンケット
- ライブラリー

など

## エレベーター
- ホテル直通用 (三菱製，計3基)

B4 - B3・B1・2・39・41 (※B4 - B3・B1はすべて車椅子対応で全1基)
- 結婚式場用 (日立製，全1基)

39・40・41
- 45・52F用 (計2基)

41・45・52
- スパ & フィットネスフロア直通用 (全1基)

45・47
- 客室用 (計2基)

41-51
- 非常用 (フジテック製，計2基以上)
  - 中央側

B5 - 45・47
- - 南側

B5 - 52

## 交通アクセス
- 鉄道
  - JR新宿駅より徒歩12分
  - 都営大江戸線都庁前駅より徒歩8分
  - 都営新宿線・京王新線新宿駅より徒歩10分
  - 京王新線初台駅より徒歩6分
  - 小田急小田原線参宮橋駅より徒歩10分
- バス
  - 新宿エルタワー前から無料送迎バス運行
  - 成田国際空港・東京国際空港から東京空港交通のリムジンバスが運行されている。